# 三好村 (青森県)
三好村（みよしむら）は、かつて青森県にあった村。

## 沿革
- 1889年（明治22年）4月1日 - 町村制施行により北津軽郡鶴ケ岡村、高瀬村、藻川村が合併し、三好村が発足。
- 1954年（昭和29年）10月1日 - 五所川原町、栄村、中川村、長橋村、松島村、飯詰村と合併し市制施行して五所川原市となる。

## 施設
五所川原市との合併時点
- 鶴ヶ岡小学校（1951年3月31日までは三好小学校(旧校)）
- 三好中学校
- 三好郵便局

## 出身者
- 清水川元吉（大相撲力士[1]・青森県出身力士としては、初の幕内優勝者である[2]。）